# Toyota 2000GT
Toyota 2000GT är en sportbil från japanska Toyota som producerades i begränsad upplaga, i totalt 337 exemplar. Sportbilen presenterades först i Tokyo Motor Show 1965, medan produktionen påbörjades två år senare. Tillverkningen varade dock endast tre år (från 1967 till 1970).[källa behövs]
2000GT revolutionerade bilvärldens syn på Japan, som tidigare betraktades som en producent av imiterande, vardagliga och praktiska fordon, och visade att de japanska biltillverkarna kan producera en sportbil som kan konkurrera med de från Europa.
Tidskriften Road & Track, som granskade en förproduktionsmodell 1967, sammanfattade 2000GT som "en av de mest spännande och roliga bilar vi har någonsin kört", och jämförde den positivt med Porsche 911. Idag är bilen sedd som den första japanska bilen med ett betydligt samlarvärde, den första "Japanska Superbilen", och ägare byter exemplar av 2000GT för relativt höga priser.[källa behövs]
2000GT utvecklades gemensamt av Yamaha och Toyota. Sportbilen marknadsfördes dock som Toyota 2000GT, fastän en stor del av dess utveckling utfördes av Yamaha.
Många påstår att den legendariska Jaguar E-Type hade mycket inflytande över 2000GT:s utveckling, stil och design.[källa behövs]
En specialbyggd cabrioletversion av bilen byggdes till James Bond-filmen Man lever bara två gånger.